# NGC 4650
NGC 4650 est une vaste galaxie lenticulaire située dans la constellation du Centaure. Sa vitesse par rapport au fond diffus cosmologique est de 3 239 ± 42 km/s, ce qui correspond à une distance de Hubble de 47,8 ± 3,4 Mpc (∼156 millions d'al). NGC 4650 a été découverte par l'astronome britannique John Herschel en 1834.

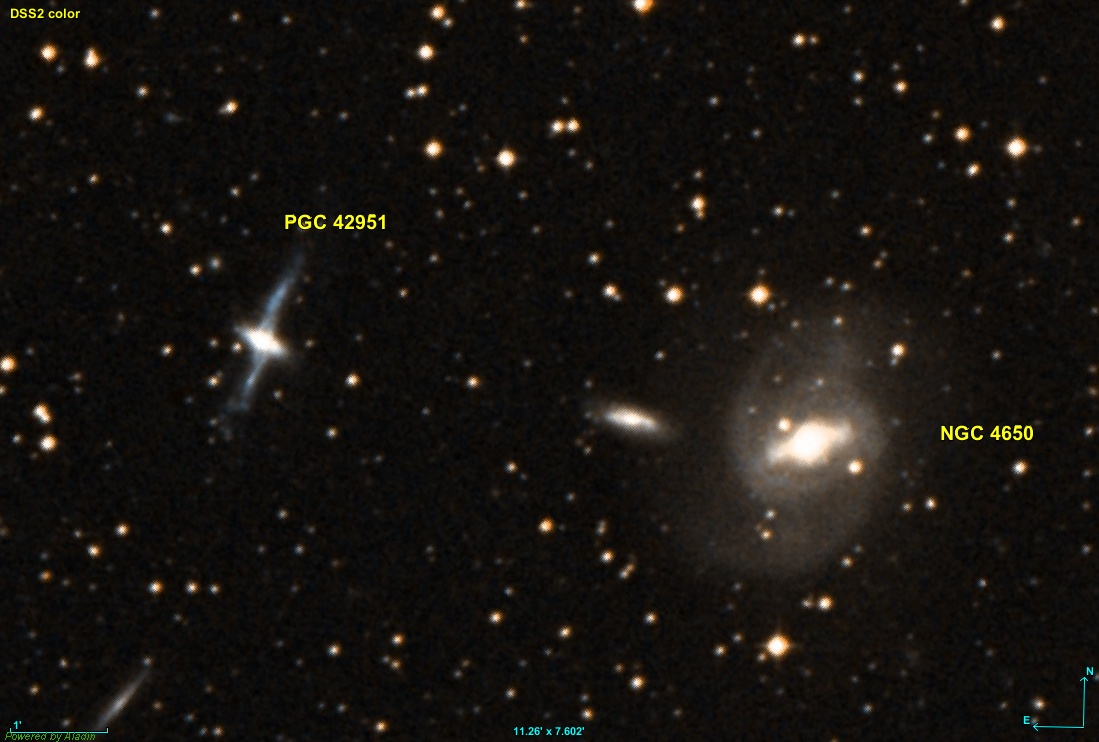
La galaxie PGC 42951 située à proximité de NGC 4650 est parfois désignée comme NGC 4650A, mais elle ne fait pas partie du New General Catalogue.

NGC 4650 présente une large raie HI.
À ce jour, une mesure non basée sur le décalage vers le rouge (redshift) donne une distance d'environ 46,400 Mpc (∼151 millions d'al). Cette valeur est à l'intérieur des valeurs de la distance de Hubble. Notons que c'est avec la valeur moyenne des mesures indépendantes, lorsqu'elles existent, que la base de données NASA/IPAC calcule le diamètre d'une galaxie.

## Supernova
La supernova SN 1990I a été découverte dans NGC 4650 le 27 avril 1990 par O. Pizarro, J. Miranda et L. Pasquini de l'ESO et par B. Leibundgut du Harvard-Smithsonian Center for Astrophysics. Le type de cette supernova n'a pas été déterminé.

## Groupe de NGC 4696
Selon A.M. Garcia, NGC 4650 est un membre du groupe de NGC 4696 qui compte au moins 79 galaxies. Les autres galaxies du New General Catalogue et de l'Index Catalogue de ce groupe sont NGC 4373, NGC 4499, NGC 4507, NGC 4553, NGC 4573, NGC 4601, NGC 4672, NGC 4677, NGC 4681, NGC 4683, NGC 4696, NGC 4729, NGC 4743, NGC 4744, NGC 4767, NGC 4811, NGC 4812, NGC 4832, IC 3290 et IC 3370.
Le groupe de NGC 4696 fait partie de l'amas du Centaure, un des amas du superamas de l'Hydre-Centaure.